# Maksim Muchin
Maksim Andreevič Muchin (in russo Максим Андреевич Мухин?; Togliatti, 4 novembre 2001) è un calciatore russo, centrocampista del CSKA Mosca e della nazionale russa.

## Caratteristiche tecniche
È un centrocampista difensivo abile sia nella fase di interdizione che di impostazione.

## Carriera

### Club
Cresciuto nel settore giovanile del Kryl'ja Sovetov Samara, viene acquistato dalla Lokomotiv Mosca nel 2019. Ha esordito in prima squadra l'8 novembre 2020 subentrando a Daniil Kulikov durante l'incontro di Prem'er-Liga perso per 5-1 contro la Dinamo Mosca.
Il 28 maggio 2021 firma un contratto quinquennale con il CSKA Mosca.

### Nazionale
Ha giocato nella nazionale russa Under-21.
Nel marzo del 2021 viene convocato per la prima volta da Stanislav Čerčesov in nazionale maggiore per alcune partite valide per le qualificazioni al campionato mondiale di calcio 2022. Debutta con la nazionale russa il 27 marzo 2021 durante il match di qualificazioni ai Mondiali contro la Slovenia, subentrando al minuto 86 al posto di Rifat Žemaletdinov.
L'11 maggio 2021 viene incluso nei 30 pre-convocati dalla nazionale russa in vista del campionato d'Europa 2020.

## Statistiche

### Presenze e reti nei club
Statistiche aggiornate al 26 maggio 2022.
| Stagione             | Squadra              | Campionato           | Campionato | Campionato | Coppe nazionali | Coppe nazionali | Coppe nazionali | Coppe continentali | Coppe continentali | Coppe continentali | Altre coppe | Altre coppe | Altre coppe | Totale | Totale |
| Stagione             | Squadra              | Comp                 | Pres       | Reti       | Comp            | Pres            | Reti            | Comp               | Pres               | Reti               | Comp        | Pres        | Reti        | Pres   | Reti   |
| -------------------- | -------------------- | -------------------- | ---------- | ---------- | --------------- | --------------- | --------------- | ------------------ | ------------------ | ------------------ | ----------- | ----------- | ----------- | ------ | ------ |
| 2019-2020            | Kazanka Mosca        | PPFL                 | 2          | 1          | -               | -               | -               | -                  | -                  | -                  | -           | -           | -           | 2      | 1      |
| 2020-2021            | Kazanka Mosca        | PPFL                 | 6          | 0          | -               | -               | -               | -                  | -                  | -                  | -           | -           | -           | 6      | 0      |
| Totale Kazanka Mosca | Totale Kazanka Mosca | Totale Kazanka Mosca | 8          | 1          |                 | -               | -               |                    | -                  | -                  |             | -           | -           | 8      | 1      |
| 2020-2021            | Lokomotiv Mosca      | PL                   | 10         | 0          | KR              | 4               | 0               | UCL                | 1                  | 0                  | SR          | -           | -           | 15     | 0      |
| 2021-2022            | CSKA Mosca           | PL                   | 26         | 0          | KR              | 3               | 0               | -                  | -                  | -                  | -           | -           | -           | 29     | 0      |
| Totale carriera      | Totale carriera      | Totale carriera      | 44         | 1          |                 | 7               | 0               |                    | 1                  | 0                  |             | 0           | 0           | 52     | 1      |

### Cronologia presenze e reti in nazionale
| Cronologia completa delle presenze e delle reti in nazionale ― Russia | Cronologia completa delle presenze e delle reti in nazionale ― Russia | Cronologia completa delle presenze e delle reti in nazionale ― Russia | Cronologia completa delle presenze e delle reti in nazionale ― Russia | Cronologia completa delle presenze e delle reti in nazionale ― Russia | Cronologia completa delle presenze e delle reti in nazionale ― Russia | Cronologia completa delle presenze e delle reti in nazionale ― Russia | Cronologia completa delle presenze e delle reti in nazionale ― Russia |
| Data                                                                  | Città                                                                 | In casa                                                               | Risultato                                                             | Ospiti                                                                | Competizione                                                          | Reti                                                                  | Note                                                                  |
| --------------------------------------------------------------------- | --------------------------------------------------------------------- | --------------------------------------------------------------------- | --------------------------------------------------------------------- | --------------------------------------------------------------------- | --------------------------------------------------------------------- | --------------------------------------------------------------------- | --------------------------------------------------------------------- |
| 27-3-2021                                                             | Soči                                                                  | Russia                                                                | 2 – 1                                                                 | Slovenia                                                              | Qual. Mondiali 2022                                                   | -                                                                     | 86’                                                                   |
| 1-6-2021                                                              | Breslavia                                                             | Polonia                                                               | 1 – 1                                                                 | Russia                                                                | Amichevole                                                            | -                                                                     | 57’                                                                   |
| 12-6-2021                                                             | San Pietroburgo                                                       | Belgio                                                                | 3 – 0                                                                 | Russia                                                                | Euro 2020 - 1º turno                                                  | -                                                                     | 63’                                                                   |
| 16-6-2021                                                             | San Pietroburgo                                                       | Finlandia                                                             | 0 – 1                                                                 | Russia                                                                | Euro 2020 - 1º turno                                                  | -                                                                     | 85’                                                                   |
| 21-6-2021                                                             | Copenaghen                                                            | Russia                                                                | 1 – 4                                                                 | Danimarca                                                             | Euro 2020 - 1º turno                                                  | -                                                                     | 67’                                                                   |
| 12-9-2023                                                             | Al Wakrah                                                             | Qatar                                                                 | 1 – 1                                                                 | Russia                                                                | Amichevole                                                            | -                                                                     | 69’                                                                   |
| 12-10-2023                                                            | Mosca                                                                 | Russia                                                                | 1 – 0                                                                 | Camerun                                                               | Amichevole                                                            | -                                                                     | 76’                                                                   |
| 16-10-2023                                                            | Aksu                                                                  | Russia                                                                | 2 – 2                                                                 | Kenya                                                                 | Amichevole                                                            | -                                                                     |                                                                       |
| Totale                                                                |                                                                       | Presenze                                                              | 8                                                                     |                                                                       | Reti                                                                  | 0                                                                     |                                                                       |

## Palmarès

### Club

#### Competizioni nazionali
- Coppa di Russia: 3

Lokomotiv Mosca: 2020-2021
CSKA Mosca: 2022-2023, 2024-2025
- Supercoppa di Russia: 1

CSKA Mosca: 2025